# Loïc Druon
Loïc Druon est un footballeur puis entraîneur français né le 23 août 1971 à Quimper (Finistère). 
Il a notamment évolué comme défenseur au FC Lorient.

## Biographie
Loïc Druon joue notamment à Saint-Brieuc et à Lorient.
Au total, il dispute 82 matchs en Division 1, 257 matchs en Division 2 et 2 matchs en Coupe de l'UEFA.

## Palmarès
- Vainqueur de la Coupe de France 2002 avec le FC Lorient
- Finaliste de la Coupe de la Ligue 2002 avec le FC Lorient
- Finaliste du Trophée des champions 2002 avec le FC Lorient
- Champion de France D2 en 1997 avec LB Châteauroux
- Équipe de Bretagne : 1 sélection (Bretagne-Cameroun, 21 mai 1998 à Rennes)
- Vainqueur du Challenge de Cornouaille (Finistère-Sud) le 31 mai 2015 avec l'Espoir Clohars-Fouesnant (victoire 10-2 face au FC Bigouden avec deux buts de Loïc Druon)

Coupe Dyssler 2004.